# Torsten May
Torsten May (Glauchau, 9 ottobre 1969) è un ex pugile tedesco.

## Carriera
Come dilettante ha preso parte alle Olimpiadi di Barcellona 1992. Nella categoria dei mediomassimi, ai quarti di finale ha battuto Montell Griffin, poi in finale ha sconfitto Rostislav Zaulichnyi. 
Ha concluso la carriera amatoriale con 22 incontri, 15 (0) - 5 (0).
Nel 1993 è passato al professionismo, dopo aver vinto 15 incontri in fila sfida Adolpho Washington a Palma di Maiorca, per il titolo IBF dei massimi leggeri. Torsten viene sconfitto ai punti in 12 riprese.
Nel 1999 vince per decisione il titolo Europeo dei massimi leggeri contro Alexsey Ilyin. In seguito vince altri due incontri.
Il 21 aprile 2001 viene sconfitto per TKO all'ottavo round contro Alexander Gurov, dopo questo match si ritira dal pugilato.

## Palmarès

### Olimpiadi
- 1 medaglia:
  - 1 oro (Barcellona 1992 nei pesi mediomassimi)

### Mondiali dilettanti
- 1 medaglia:
  - 1 oro (Sydney 1991 nei pesi mediomassimi)